# Juin 1822

## Événements
- France :
  - Publication du second volume des Mémoires sur les Cent-Jours.
  - Honoré de Balzac devient l'amant de Laure de Berny, âgée de plus de vingt ans que lui. Elle lui inspire, quelques années plus tard, le personnage de Madame de Mortsauf dans Le Lys dans la vallée.
  - Madagascar : Radama Ier se tourne à l’ouest contre le royaume du Menabe et en soumet la partie méridionale[1].

- 5 juin : convocation de l’Assemblée constituante du Brésil[2].

- 10 juin : arrivée de missionnaires artisans britanniques à Madagascar[3] (1822 et 1828).

- 19 juin : James Monroe reçoit le chargé d’affaires de la Grande Colombie Manuel Torres ; les États-Unis sont le premier pays non latino-américain à reconnaitre l’indépendance de la nouvelle république[4]

- 21 juin : échec de la conspiration de Denmark Vesey, un noir libre, qui a prévu d’incendier Charleston (Caroline du Sud) puis les six plus grandes villes de l’État afin de provoquer un soulèvement général des esclaves de la région. La conspiration est trahie et Vesey et les cinq principaux conspirateurs sont pendus le 2 juillet[5].

## Décès
- 3 juin : René Just Haüy (né en 1743), minéralogiste français.
- 25 juin : Ernst Theodor Amadeus Hoffmann, écrivain, compositeur, dessinateur et juriste allemand (° 24 janvier 1776).